# U-683
| U-683                      | U-683                                                          | U-683                                                          |
| -------------------------- | -------------------------------------------------------------- | -------------------------------------------------------------- |
|                            |                                                                |                                                                |
|                            |                                                                |                                                                |
|                            |                                                                |                                                                |
| Під прапором               | Третій рейх                                                    | Третій рейх                                                    |
| Спуск на воду              | 7 березня 1944 року                                            | 7 березня 1944 року                                            |
| Виведений зі складу флоту  | 3 квітня 1945 року                                             | 3 квітня 1945 року                                             |
| Сучасний статус            | затоплений                                                     | затоплений                                                     |
| Проєкт                     |                                                                |                                                                |
| Тип ПЧ                     | Торпедний ДПЧ                                                  | Торпедний ДПЧ                                                  |
| Основні характеристики     |                                                                |                                                                |
| Швидкість (надводна)       | 17,7 вузла                                                     | 17,7 вузла                                                     |
| Швидкість (підводна)       | 7,6 вузла                                                      | 7,6 вузла                                                      |
| Робоча глибина занурення   | 100 м                                                          | 100 м                                                          |
| Гранична глибина занурення | 220 м                                                          | 220 м                                                          |
| Екіпаж                     | 49 осіб                                                        | 49 осіб                                                        |
| Розміри                    |                                                                |                                                                |
| Довжина найбільша (по КВЛ) | 67,1 м                                                         | 67,1 м                                                         |
| Ширина корпусу найб.       | 6,2 м                                                          | 6,2 м                                                          |
| Висота                     | 9,6 м                                                          | 9,6 м                                                          |
| Середня осадка (по КВЛ)    | 4,70 м                                                         | 4,70 м                                                         |
| Водотоннажність надводна   | 769 т                                                          | 769 т                                                          |
| Озброєння                  |                                                                |                                                                |
| Артилерія                  | одна палубна гармата калібру 88-мм, одна 20-мм зенітна гармата | одна палубна гармата калібру 88-мм, одна 20-мм зенітна гармата |
| Торпедно- мінне озброєння  | 4 носових і один кормовий ТА. 14 торпед або 26 мін             | 4 носових і один кормовий ТА. 14 торпед або 26 мін             |

U-683 — німецький підводний човен типу VIIC часів Другої світової війни.
Замовлення на будівництво човна було віддане 25 серпня 1941 року. Човен був закладений на верфі суднобудівної компанії «Howaldtswerke Hamburg AG» у Гамбурзі 23 грудня 1942 року під заводським номером 832, спущений на воду 7 березня 1944 року, 30 травня 1944 року увійшов до складу 31-ї флотилії. Також за час служби входив до складу 11-ї флотилії. Єдиним командиром підводного човна був оберлейтенант Гюнтер Келлер.
Човен зробив 1 бойовий похід, у якому не потопив та не пошкодив жодного судна.
Зник безвісти після 20 лютого 1945 року в Північній Атлантиці південно-західніше Ірландії або у Англійському каналі. Всі 49 членів екіпажу вважаються зниклими безвісти.